# Dänischer Fußballpokal 1979/80
Der Dänische Fußballpokal 1979/80 war die 26. Austragung des dänischen Pokalwettbewerbs der Männer. Er wurde vom dänischen Fußballverband ausgetragen. Das Finale fand traditionell am Himmelfahrtstag (15. Mai 1980) im Københavns Idrætspark von Kopenhagen statt. Pokalsieger wurde Hvidovre IF, der sich im Finale gegen Lyngby BK durchsetzte.
Alle Begegnungen wurden in einem Spiel ausgetragen. Bei unentschiedenem Ausgang wurde zur Ermittlung des Siegers eine Verlängerung gespielt. Stand danach kein Sieger fest, folgte ein Elfmeterschießen. Ab dem Halbfinale wurde bei einem Remis das Spiel wiederholt.

## 1. Runde
Es nahmen 48 Mannschaften von der dritten Klasse abwärts sowie acht Zweitligisten teil.
|                         | Ergebnis              |                      |
| ----------------------- | --------------------- | -------------------- |
| AB Gladsaxe             | 7:1                   | Allinge-Sandvig GF   |
| B 1908 Amager           | 0:3                   | Brøndby IF           |
| B 1909 Odense           | 4:2                   | Nørresundby BK       |
| Brændekilde-Bellinge BK | 2:4                   | IF Hasle Fuglebakken |
| Esbjerg ØB              | 2:0                   | IF AIA-Tranbjerg     |
| BK Frem Sakskøbing      | 2:2 n. V. (3:5 i. E.) | Greve IF             |
| BK Fremad Valby         | 7:1                   | BK Hekla             |
| Glostrup IC             | 0:2                   | Roskilde BK          |
| Helsingør IF            | 2:1                   | Gentofte-Vangede IF  |
| Herfølge BK             | 1:0                   | Skovlunde Fodbold    |
| Herning Fremad          | 5:2                   | Aabenraa BK          |
| Gladsaxe-Hero BK        | 0:2                   | BK Avarta            |
| Hellerup IK             | 2:1                   | Østerbros Boldklub   |
| Horsens fS              | 5:1                   | Brande IF            |
| Hvalsø IF               | 0:1                   | Vordingborg IF       |
| Højslev Station IF      | 0:1                   | Skamby BK            |
| Hørsholm-Usserød IK     | 2:2 n. V. (3:5 i. E.) | Husum BK             |
| Kastrup BK              | 3:0                   | Maribo BK            |
| Kolding IF              | 7:2                   | Dronningborg IF      |
| Korsør BK               | 0:5                   | Espergærde IF        |
| Langeskov IF            | 3:2                   | Galten FS            |
| Næsby BK                | 3:2                   | Farsø/Ullits IK      |
| Odense KFUM             | 3:1                   | Lindholm IF          |
| Søllested IF            | 2:3                   | Brønshøj BK          |
| Ulbølle Fodbold         | 2:1                   | Tarp BK              |
| Vejen SF                | 1:2 n. V.             | B 1913 Odense        |
| Viborg FF               | 2:0                   | Nørre Aaby IK        |
| Aalborg Freja           | 3:0                   | Thisted FC           |

## 2. Runde
Teilnehmer waren die 28 Sieger der ersten Runde, acht weitere Zweitligisten und vier Erstligisten.
|                  | Ergebnis  |                      |
| ---------------- | --------- | -------------------- |
| AB Gladsaxe      | 2:1       | Køge BK              |
| BK Avarta        | 1:3       | Brøndby IF           |
| B 1909 Odense    | 5:0       | Knabstrup IF         |
| Esbjerg ØB       | 6:2       | Ulbølle Fodbold      |
| Frederikshavn fI | 1:2 n. V. | Odense KFUM          |
| Fremad Amager    | 1:2       | Lyngby BK            |
| Herfølge BK      | 3:1       | Espergærde IF        |
| Herning Fremad   | 1:2       | IF Hasle Fuglebakken |
| Hellerup IK      | 1:3 n. V. | Roskilde BK          |
| Holbæk B&I       | 4:1       | Brønshøj BK          |
| Hvidovre IF      | 5:1       | Husum BK             |
| Ikast FS         | 3:1       | Aalborg BK           |
| Langeskov IF     | 1:4       | B 1913 Odense        |
| Nakskov BK       | 3:0       | Skamby BK            |
| Næsby BK         | 0:1       | Kolding IF           |
| Næstved IF       | 4:3       | BK Fremad Valby      |
| Randers SK Freja | 2:1       | Aalborg Freja        |
| Vanløse IF       | 4:1       | Helsingør IF         |
| Viborg FF        | 1:0       | Horsens fS           |
| Vordingborg IF   | 3:2       | Greve IF             |

## 3. Runde
Teilnehmer: Die 20 Sieger der zweiten Runde und zwölf weitere Vereine aus der 1. Division 1979.
|                      | Ergebnis              |                      |
| -------------------- | --------------------- | -------------------- |
| AB Gladsaxe          | 2:1                   | Herfølge BK          |
| Aarhus GF            | 3:1                   | Nakskov BK           |
| B 1901 Nykøbing      | 3:4 n. V.             | Næstved IF           |
| B 1903 Kopenhagen    | 8:1                   | Odense KFUM          |
| B 1909 Odense        | 2:1                   | Vordingborg IF       |
| B.93 Kopenhagen      | 1:1 n. V. (5:4 i. E.) | Brøndby IF           |
| Esbjerg fB           | 4:0                   | Roskilde BK          |
| Esbjerg ØB           | 0:2                   | Odense BK            |
| BK Frem Kopenhagen   | 0:4                   | Holbæk B&I           |
| Kjøbenhavns Boldklub | 6:0                   | IF Hasle Fuglebakken |
| Kolding IF           | 2:2 n. V. (3:2 i. E.) | B 1913 Odense        |
| Lyngby BK            | 3:2 n. V.             | Ikast FS             |
| Randers SK Freja     | 0:1                   | Vanløse IF           |
| IK Skovbakken        | 1:3                   | Hvidovre IF          |
| Vejle BK             | 3:1                   | Kastrup BK           |
| Viborg FF            | 4:0                   | Slagelse B&I         |

## 4. Runde
Teilnehmer: Die 16 Sieger der dritten Runde.
|                 | Ergebnis |                      |
| --------------- | -------- | -------------------- |
| AB Gladsaxe     | 2:1      | Viborg FF            |
| Aarhus GF       | 3:0      | Odense BK            |
| B.93 Kopenhagen | 1:3      | Kjøbenhavns Boldklub |
| Hvidovre IF     | 2:1      | B 1903 Kopenhagen    |
| Kolding IF      | 2:3      | Esbjerg fB           |
| Lyngby BK       | 5:1      | B 1909 Odense        |
| Næstved IF      | 1:2      | Vejle BK             |
| Vanløse IF      | 2:8      | Holbæk B&I           |

## Viertelfinale
|                      | Ergebnis |            |
| -------------------- | -------- | ---------- |
| AB Gladsaxe          | 1:2      | Holbæk B&I |
| Hvidovre IF          | 3:2      | Esbjerg fB |
| Kjøbenhavns Boldklub | 1:2      | Lyngby BK  |
| Vejle BK             | 3:2      | Aarhus GF  |

## Halbfinale
|             | Ergebnis |            |
| ----------- | -------- | ---------- |
| Hvidovre IF | 4:0      | Holbæk B&I |
| Lyngby BK   | 4:1      | Vejle BK   |

## Finale
| Paarung        | Hvidovre IF – Lyngby BK |
| Ergebnis       | 5:3 (2:2) |
| Datum          | 15. Mai 1980 |
| Stadion        | Københavns Idrætspark, Kopenhagen |
| Zuschauer      | 23.500 |
| Schiedsrichter | Ib Nielsen |
| Tore           | 1:0 Sten Ziegler (18.) 1:1 Flemming Hansen (23.) 2:1 Tadeusz Gapinski (30.) 2:2 Flemming Hansen (43.) 3:2 Michael Manniche (50.) 4:2 Michael Christensen (73., Elfmeter) 5:2 Michael Manniche (78.) 5:3 Max Petersen (80., Elfmeter)                            |
| Hvidovre IF    | Curlei Nielsen – Finn Johansen, Sten Ziegler, Michael Christensen, Steen Hansen – Günther Lindahl, Jørgen Kirk, Henrik Jensen – Poul Arne Andersen (78. Jens Kurt Pedersen), Michael Manniche, Tadeusz Gapinski (81. Jørgen Jacobsen) Cheftrainer: John Sinding |
| Lyngby BK      | Søren Jensen – Tom Olczyk, Max Petersen, John Madsen, Peter Packness – Michael Christophersen (71. Per Benjaminsen), John Helt, Michael Schäfer – Flemming Hansen (60. Lars Sørensen), Klaus Berggreen, Michael Spangsborg Cheftrainer: Niels Møller            |